# Neostrotia mediopallens
Neostrotia mediopallens là một loài bướm đêm trong họ Noctuidae.